# Маланьинский сельсовет
Маланьинский сельсовет — упразднённая административно-территориальная единица, существовавшая на территории Коробовского района Московской области до 1939 года. Административным центром была деревня Маланьинская.

## История
В 1923 году Маланьинский сельсовет находился в составе Лузгаринской волости Егорьевского уезда Московской губернии.
В 1926 году к Маланьинскому сельсовету была присоединена территория упразднённого Пожогского сельсовета. Таким образом, к началу 1927 года в составе сельсовета находились деревни Маланьинская, Пожога и Фединская.
В 1927 году из Маланьинского сельсовета выделен Пожогский сельсовет, однако в ходе реформы административно-территориального деления СССР в 1929 году Пожогский сельсовет вновь присоединён к Маланьинскому, который вошёл в состав Дмитровского района Орехово-Зуевского округа Московской области. В 1930 году округа были упразднены, а Дмитровский район переименован в Коробовский.
14 июня 1954 года сельсовет был упразднён, а его территория передана Семёновскому сельсовету.